# Dilemma
Un dilemma (dal greco antico δί-λημμα "proposizione doppia") è un problema che offre un'alternativa fra due o più soluzioni, nessuna delle quali si rivela, in pratica, accettabile. Quando la scelta deve avvenire fra tre opzioni, ciascuna delle quali è (o sembra) inaccettabile o sfavorevole il termine usato è trilemma.
Il dilemma viene proposto spesso come espediente della retorica, nella forma "devi accettare A, oppure B", dove A e B sarebbero proposizioni che conducono a ulteriori conclusioni. Applicato in tal modo, esso può essere un sofisma, o una falsa dicotomia.

## Logica formale
In logica formale, la definizione  di dilemma si differenzia profondamente dall'uso che si fa del termine nel linguaggio comune. È ancora presente l'alternativa tra due opzioni, ma la scelta fra le due possibilità è irrilevante perché esse implicano entrambe la stessa conclusione. Questo può essere formulato in simboli come
{\displaystyle A\vee B,A\Rightarrow C,B\Rightarrow C\vdash C}
che può essere informalmente espresso così: "si sa che almeno una tra A e B è vera (eventualmente possono esserlo entrambe). Entrambe poi implicano C. Se ne conclude che C è vera indipendentemente dai valori di verità di A e B."
Dilemmi costruttivi
{\displaystyle (X,\Rightarrow Y)\wedge (W\Rightarrow Z),X\vee W\vdash Y\vee Z}
Dilemmi distruttivi
{\displaystyle (X,\Rightarrow Y)\wedge (W\Rightarrow Z),(\neg Y)\vee (\neg Z)\vdash (\neg X)\vee (\neg W)}